# São José das Palmeiras
São José das Palmeiras är en kommun i Brasilien.   Den ligger i delstaten Paraná, i den södra delen av landet, 1 200 km sydväst om huvudstaden Brasília. Antalet invånare är 3 831.
Omgivningarna runt São José das Palmeiras är huvudsakligen savann. Runt São José das Palmeiras är det glesbefolkat, med 19 invånare per kvadratkilometer.